# Saubrette
La Saubrette est une rivière coulant en Suisse dans le canton de Vaud. Elle se jette dans le Toleure qui se jette lui-même dans l'Aubonne.

## Cours
La Saubrette, dont le nom vient du village de Saubraz, prend sa source sur le territoire de la commune de Saint-George où elle reçoit un premier affluent sur le cours duquel se trouve un ancien moulin à eau qui alimentait une scierie hydraulique. Elle part ensuite en direction de l'est pour traverser les communes de Gimel (dont elle est le principal cours d'eau et draine la partie basse de la commune) et de Saubraz où elle se jette dans le Toleure.

## Réseau
Un réseau écologique de la Saubrette a été créé afin de gérer les surfaces de compensation écologique se trouvant le long du cours du ruisseau afin de permettre « aux espèces végétales et animales menacées de se développer et de trouver tout au long de l'année une surface adaptée à leurs besoins ».